# توماس کیل
توماس کیل (انگلیسی: Thomas Kail; زادهٔ ۳۰ ژانویهٔ ۱۹۷۸) کارگردان نمایش، کارگردان تلویزیونی، و کارگردان فیلم اهل ایالات متحده آمریکا بود. وی همچنین برندهٔ جوایزی همچون جوایز امی ساعات پربیننده شده‌است.